# Hoger Onderwijs Reactor
De Hoger Onderwijs Reactor is een kleine zwembad-kernreactor voor onderzoeksdoeleinden van het Reactor Instituut Delft van de faculteit Technische Natuurwetenschappen van de Technische Universiteit Delft te Delft, in de Nederlandse provincie Zuid-Holland. De reactor is niet gemaakt om energie te leveren, maar wordt met zijn 2 MW - bedoeld als neutronenbron - hoofdzakelijk gebruikt voor onderzoek op het gebied van nucleaire wetenschap en techniek, neutronenactiveringsanalyse en bij de ontwikkeling van nieuwe radio-isotopen en productiemethoden. Daarnaast zijn er radiochemische laboratoria. Stabiele isotopentracermethoden dragen bij op het gebied van forensische wetenschappen. Het is de enige kernreactor in Nederland in een universitaire omgeving. 

## Complex
Het complex werd gebouwd in de periode 1957-1963 en de reactor werd in 1963 in gebruik genomen. De laboratoria en dienstruimten zijn gelegen in een kruisvormig gebouw aan de Mekelweg 15. De reactor bevindt zich op korte afstand hiervan in een gasdichte cilinder, die overgaat in een halve bol. De gelijkvloerse hal van 28 meter hoog is opgetrokken uit gelaste staalplaten, die aan de binnen- en buitenzijde bekleed zijn met aluminiumplaten. 

## Aanpassingen
In 2005 werd overgeschakeld van hoogverrijkt uranium op laagverrijkte uraniumbrandstof en in 2010 werden de nucleaire instrumentatie- en controlesystemen opgeknapt. 
Het Oyster-project, de upgrade van de kernreactor via onderhoud en modernisering van de neutronenbron, kreeg in 2012 een rijkssubsidie van € 38 miljoen. Op 6 mei 2019 werd de kernreactor stil gelegd, de bedoeling was voor een jaar. De neutronenbron werd gemoderniseerd door de neutronen te koelen met vloeibaar waterstof op −253 graden Celsius. Dat alles om geavanceerder materiaalonderzoek te kunnen verrichten. Ook de verweerde aluminium-beplating van het gebouw werd onder handen genomen. De kosten van de operatie werden geschat op 117 miljoen euro. Maar na meer dan tweeënhalf jaar buiten bedrijf te zijn geweest, ruim twee keer langer dan gepland, is de planning dat de kernreactor in Delft eind 2021 weer opgestart wordt.

## Voorzorg
In 2017 is uit voorzorg in heel Delft joodprofylaxe verspreid, omdat de reactor binnen een straal van 100 km van de kerncentrales van Doel en Borssele ligt. Vanwege het geringe vermogen van de onderzoekreactor zou er in principe alleen binnen een straal van 500 meter rond de kernreactor jood worden gedistribueerd.

## Incident
Op 14 februari 2018 werd de Hoger Onderwijs Reactor stilgelegd omdat de noodafschakeling trager was dan volgens de vergunning was vereist. Bij een veiligheidsstudie werd duidelijk dat “bij een eventuele uitval van de koelwaterpomp de reactor mogelijk enkele seconden later zou afschakelen dan hetgeen in het veiligheidsrapport is vermeld.” De kernreactor moet binnen 0,65 seconden (< 0,65 s) zijn afgeschakeld. De moderatorstaven moeten dus binnen één seconde in de kern kunnen worden gebracht om de kettingreactie te stoppen. Het snel afschakelmechanisme werd aangepast.